# Lista de episódios de Les Schtroumpfs (2021)
Esta é uma lista de episódios de Les Schtroumpfs, uma série de animação computadorizada belga desenvolvida por Dupuis Audiovisuel, IMPS e Peyo Productions, em associação com KiKa, Ketnet, RTBF e Dargaud Media, com a participação de TF1, foi baseado na série de histórias em quadrinhos franco-belga de mesmo nome criado pelo cartunista e roteirista belga Peyo.
A série estreou originalmente na Bélgica em 18 de abril de 2021 no La Trois (o canal pertencente a RTBF) durante o bloco de programação OUFtivi (atualmente RTBF Auvio Kids TV).
Na Suíça, a série estreou em 25 de abril de 2021 no RTS Un, durante o bloco de programação RTS Kids.
Na França, a série foi transmitida em 9 de maio de 2021 na TF1, dentro do bloco juvenil TFOU. E em Québec a partir de 28 de agosto de 2021 em Télé-Québec, sob o título Les Schtroumpfs 3D.
Nos Estados Unidos, a série estreou em 10 de setembro de 2021 na Nickelodeon.
Na Alemanha, a série estreou na KiKa em 16 de abril de 2022.
No Brasil, a série começou a ser exibida primeiramente na plataforma de streaming Paramount+ em 1 de novembro de 2021. Mais tarde, estreou no canal Nickelodeon Brasil  como a prévia exclusiva em 26 de novembro de 2021, até que estreou oficialmente em 5 de fevereiro de 2022. A série foi disponibilizada no canal oficial do YouTube Brasil em 30 de julho de 2022.
A estreia mundial da 2ª temporada foi nos Estados Unidos na Nickelodeon em 18 de julho de 2022. Na Bélgica, no OUFtivi, estreou em 29 de agosto de 2022. Na França, no TFOU, estreou em 5 de outubro de 2022. No Brasil, na Nickelodeon Brasil, estreou em 21 de novembro de 2022.
A terceira temporada foi anunciada em outubro de 2023, com a estreia mundial em 2024. A estreia mundial da 3ª temporada foi a Austrália na Apple TV+ em 5 de agosto de 2024, com as exibições de 4 episódios inéditos. Na Bélgica, estreou em 25 de agosto de 2024 no RTBF Auvio Kids TV. Na França, estreou em 1 de setembro de 2024 no TFOU. Nos Estados Unidos, a terceira temporada estreou em 2 de setembro de 2024 na Nickelodeon. No Brasil, estreou em 24 de fevereiro de 2025 na Nickelodeon Brasil.

## Resumo
| Resumo | Resumo | Episódios | Episódios | Originalmente exibido                      | Originalmente exibido                        | Transmissão lusófona    | Transmissão lusófona  |
| Resumo | Resumo | Episódios | Episódios | Estreia da temporada                       | Final da temporada                           | Estreia da temporada () | Final da temporada () |
| ------ | ------ | --------- | --------- | ------------------------------------------ | -------------------------------------------- | ----------------------- | --------------------- |
|        | 1      | 52        | 52        | 18 de abril de 2021 6 de setembro de 2021  | 20 de março de 2022 14 de julho de 2022      | 5 de fevereiro de 2022  | 4 de novembro de 2022 |
|        | 2      | 52        | 52        | 29 de agosto de 2022 18 de julho de 2022   | 1 de fevereiro de 2023 8 de dezembro de 2023 | 21 de novembro de 2022  | 10 de agosto de 2023  |
|        | 3      | 52        | 52        | 25 de agosto de 2024 2 de setembro de 2024 | ASA                                          | 24 de fevereiro de 2025 | ASA                   |

## Episódios

### 1.ª Temporada (2021-22)
Alexandre Viano supervisionou o storyboard de cada episódio.
| N.º geral | N.º na temp. | Título                                                                                            | Escrito por                            | Exibição original                                                                       | Cód. de produção | Audiência (milhões) |
| --- | ------------ | ------------------------------------------------------------------------------------------------- | -------------------------------------- | --------------------------------------------------------------------------------------- | ---------------- | ------------------- |
| 1 | 1            | "Só o Nariz Dirá? (BR)" Who Nose? (USA)" "Un nouveau nez pour Le Schtroumpf Costaud"              | Peter Saisselin & Amy Serafin          | 18 de abril de 2021 18 de fevereiro de 2022 12 de fevereiro de 2022                     | 102A             | 0.47                |
| Depois de uma conversa com Joca e Poeta, Robusto está convencido de que seu nariz é muito grande e ele quer um novo porque acha que Smurfette não tem interesse nele. Quando ele pergunta ao Papai Smurf, ele recusa, então Robusto usa um feitiço que aumenta seu nariz. |              |                                                                                                   |                                        |                                                                                         |                  |                     |
| 2 | 2            | "Papai Fraldas (BR)" Diaper Daddy (USA)" "Robot-Nounou"                                           | Peter Saisselin & Amy Serafin          | 18 de abril de 2021 10 de setembro de 2021 5 de fevereiro de 2022                       | 101B             | 0.41                |
| Todo mundo está cansado de trocar as fraldas do Bebê Smurf, então Habilidoso inventa o "Papai Fraldas", um robô que troca as fraldas do Bebê para ele. Poucos dias depois, dois Smurfs pintores brigavam em cima da casa, e sem querer, a lata de tinta caiu em cima do robô, fazendo-o ficar fora de controle. Para piorar a situação, chega perto da casa do Gargamel. Os Smurfs devem encontrar maneiras de parar o robô.                          |              |                                                                                                   |                                        |                                                                                         |                  |                     |
| 3 | 3            | "Smurf-Fu (BR)" Smurf-Fu (USA)" "Schtroumpf-Fu"                                                   | Peter Saisselin & Amy Serafin          | 25 de abril de 2021 10 de setembro de 2021 5 de fevereiro de 2022                       | 101A             | 0.41                |
| Depois que a Smurfette resgata o Gênio de uma cobra gigante, os outros Smurfs pedem que ela os ensine “Smurf-Fu”. Durante o curso da aula, a Smurfette chuta muitos Smurfs por trapacear. Quando os Smurfs expulsos reclamam que ela nem mesmo lhes deu uma chance, eles tentam inventar duas maneiras de assustá-la. Na segunda tentativa, eles são capturados por Boca Grande, então cabe a ela e aos outros Smurfs salvar o dia.                   |              |                                                                                                   |                                        |                                                                                         |                  |                     |
| 4 | 4            | "Quem é o Mais Robusto (BR)" Who's Heftier? (USA)" "C'est qui le plus costaud?"                   | Peter Saisselin & Amy Serafin          | 25 de abril de 2021 12 de novembro de 2021 26 de fevereiro de 2022                      | 104B             | 0.34                |
| Fraco desafia Robusto para uma luta. Em um acidente, Fraco vence e é tratado como um homem forte. Smurfette, que sabe como Fraco venceu, ajuda Robusto a se tornar o mais forte novamente. |              |                                                                                                   |                                        |                                                                                         |                  |                     |
| 5 | 5            | "Cadê o Papai Smurf? (BR)" Where's Papa Smurf? (USA)" "Le schtroumpf invisible"                   | Peter Saisselin & Amy Serafin          | 2 de maio de 2021 6 de setembro de 2021 26 de fevereiro de 2022                         | 104A             | 0.27                |
| Enquanto o Gênio faz com que Papai Smurf largue seu último experimento e, como resultado, ele se torna invisível. Para torná-lo visível novamente, ele, Gênio e Smurfette precisam obter um bigode de Cruel. |              |                                                                                                   |                                        |                                                                                         |                  |                     |
| 6 | 6            | "Cuidado com o Gato (BR)" Mind the Cat (USA)" "Attention : chat intelligent !"                    | Peter Saisselin & Amy Serafin          | 2 de maio de 2021 17 de setembro de 2021 19 de fevereiro de 2022                        | 103B             | 0.42                |
| Depois de ensinar o Smurf Assustado a vencer seus medos de ursos, Smurfette e Gênio descobriram que eles poderiam usar os óculos hipnóticos do Papai Smurf para hipnotizar Gargamel e parar de pegar Smurfs. O tiro sai pela culatra e ele cai no controle da mente do Cruel. Gênio deve pegar de volta os óculos de hipnose e hipnotizá-lo. |              |                                                                                                   |                                        |                                                                                         |                  |                     |
| 7 | 7            | "Acorda (BR)" DRIIINNGGGGG! (USA)" "Pas de repos pour le Schtroumpf paresseux"                    | Barbara Weber-Boustani                 | 9 de maio de 2021 12 de janeiro de 2021 31 de outubro de 2022                           | 106B             | 0.34                |
| O Smurf Preguiçoso não quer mais perder os momentos importantes na Vila, então Habilidoso constrói para ele um despertador especial para mantê-lo acordado, mas mantém o resto dos Smurfs acordados também. Quando os outros querem que Preguiçoso desligue, Preguiçoso se recusa e se esconde na floresta, mas se depara com Gargamel. |              |                                                                                                   |                                        |                                                                                         |                  |                     |
| 8 | 8            | "O Smurf Mais Assustador (BR)" The Scariest Smurf (USA)" "Le MonstroSchtroumpf"                   | Peter Saisselin & Amy Serafin          | 9 de maio de 2021 15 de outubro de 2021 28 de outubro de 2022                           | 106A             | 0.37                |
| É Halloween, o feriado que o Smurf Assustado odeia. Durante a festa anual, ele se mistura em uma roupa de monstro do Papai Smurf e causa estragos na aldeia. No entanto, os Smurfs parecem não saber que é assustador e continuam fugindo dele. |              |                                                                                                   |                                        |                                                                                         |                  |                     |
| 9 | 9            | "Desastrado, ou Não Desastrado (BR)" Clumsy not Clumsy (USA)" "Être ou ne pas être maladroit"     | Peter Saisselin & Amy Serafin          | 16 de maio de 2021 26 de maio de 2022 12 de fevereiro de 2022                           | 102B             | 0.23                |
| Desastrado é sequestrado por Gargamel novamente e ele revela um amuleto mágico que o torna o oposto do que ele é. Ele se oferece para dá-lo em troca da localização da aldeia. Quando Desastrado se recusa, Gargamel faz questão de deixá-lo "escapar". Desajeitado o pega sem saber que contém um dispositivo de rastreamento que levará Gargamel direto para a vila dos Smurfs.                                                                     |              |                                                                                                   |                                        |                                                                                         |                  |                     |
| 10 | 10           | "Sorriso Insfurmável (BR)" Unsmurfable Smile (USA)" "Le sourire du Schtroumpf Grognon"            | Reid Harrison                          | 16 de maio de 2021 17 de setembro de 2021 19 de fevereiro de 2022                       | 103A             | 0.42                |
| Smurfette e Smurfflor percebem que Ranzinza nunca está feliz. Para compensar, eles o levam para uma caminhada com a ajuda do Robusto, Habilidoso e Papai Smurf. A tentativa de fazer isso falha extremamente, e eles acabam presos em uma grande montanha. Eles têm que encontrar uma maneira de se levantar, enquanto também tentam fazer Ranzinza sorrir.                                                                                           |              |                                                                                                   |                                        |                                                                                         |                  |                     |
| 11 | 11           | "A Pegadinha é Você (BR)" Jokes on You (USA)" "La farce de trop"                                  | Peter Saisselin & Amy Serafin          | 23 de maio de 2021 24 de setembro de 2021 5 de março de 2022                            | 105B             | 0.25                |
| Vaidoso está cansado da caixa do Joca explodindo, então ele e alguns outros Smurfs usam pó explosivo mágico. No entanto, o tiro sai pela culatra quando a poção cria um monte de mini-Joca, que destroem a aldeia. Eles finalmente amarram Papai Smurf em um foguete e Vaidoso e Joca se unem para derrotá-los. |              |                                                                                                   |                                        |                                                                                         |                  |                     |
| 12 | 12           | "Nem Todos Gostam (BR)" Smurfs in Disguise (USA)" "Dans la Peau d'une Schtroumpf"                 | Henry Gifford                          | 23 de maio de 2021 24 de setembro de 2021 5 de março de 2022                            | 105A             | 0.25                |
| Assustado e Robusto acidentalmente quebram o telescópio do Papai Smurf enquanto limpam seu laboratório, então eles se disfarçam de garotas para evitar punições. Quando Smurfette fica sabendo disso, ela os ajuda a se misturarem com os outros. No entanto, fica mais difícil manter o ato quando Papai Smurf lhes conta sobre o Torneio de Garotas Smurf de Ferro, uma competição em que as Smurfettes competem para impedir que um ovo se quebre. |              |                                                                                                   |                                        |                                                                                         |                  |                     |
| 13 | 13           | "Smurf Alienígena (BR)" Alien Smurf (USA)" "Invasion extraterrestre"                              | Peter Saisselin & Amy Serafin          | 24 de julho de 2021 1 de outubro de 2021 12 de março de 2022                            | 107B             | 0.24                |
| Um alien chega à aldeia e assume a forma de um Smurf e obriga os Smurfs a serem seus amigos. Smurfette deve salvar o dia do estrangeiro com a ajuda de Smurfflor, Smurf-Tormenta e Smurflilí. - Este episódio estreou mundialmente na França a 27 de junho de 2021. |              |                                                                                                   |                                        |                                                                                         |                  |                     |
| 14 | 14           | "Smurfem em Seus Cintos (BR)" Smurf Your Seat Belts! (USA)" "Les Schtroumpfs volants"             | Peter Saisselin & Amy Serafin          | 18 de julho de 2021 8 de outubro de 2021 25 de março de 2022                            | 108A             | 0.37                |
| Enquanto Habilidoso e Smurf-Tormenta discutem, eles ouvem o plano do Gargamel para fazer o Cruel voar, então eles criam suas próprias máquinas voadoras. Enquanto isso, Gargamel faz Cruel voar usando o amuleto mágico (veja Clumsy Not Clumsy). |              |                                                                                                   |                                        |                                                                                         |                  |                     |
| 15 | 15           | "Meu Herói Smurf (BR)" My Smurf the Hero (USA)" "Super Schtroumpf"                                | Henry Gifford                          | 25 de julho de 2021 1 de outubro de 2021 12 de março de 2022                            | 107A             | 0.24                |
| Smurf Assustado está cansado de ter medo. Com a ajuda do Habilidoso, ele se torna um "super-herói" autoproclamado em torno da aldeia (na realidade, ele causa estragos na aldeia). Mas quando Boca Grande chega, Assustado realmente tem que enfrentar seu medo. |              |                                                                                                   |                                        |                                                                                         |                  |                     |
| 16 | 16           | "Uma Folha Solitária (BR)" Leaf It Alone (USA)" "Qui a schtroumpfé la salsepareille ?"            | Peter Saisselin & Amy Serafin          | 7 de agosto de 2021 8 de outubro de 2021 25 de março de 2022                            | 108B             | 0.37                |
| Gargamel rouba a colheita de sasparillia que os Smurfs usam para comer tortas. Quando descobrem, ficam infelizes e têm substituto para mirtilos. Enquanto isso, Joca, Gênio e Chef Smurf começam a suspeitar que o Fominha é o culpado até que eles entendam que o plano de Gargamel era atraí-los para o campo de sasparillia, que agora está cheio de armadilhas.                                                                                   |              |                                                                                                   |                                        |                                                                                         |                  |                     |
| 17 | 17           | "A Criação dos Smurfs (BR)" Bringing Up Smurfy (USA)" "Le Schtroumpf Bêta devient papa"           | Reid Harrison                          | 25 de julho de 2021 29 de outubro de 2021 26 de março de 2022                           | 109A             | 0.45                |
| Smurf Tonto encontra um ovo na floresta e se torna uma "mãe" com o nome de Tonto Junior. Quando os outros Smurfs percebem que ele não tem habilidades parentais, eles lhe ensinam tudo o que sabem sobre paternidade, mas o Tonto aprende que o bebê ficará melhor com seus pais verdadeiros. |              |                                                                                                   |                                        |                                                                                         |                  |                     |
| 18 | 18           | "A Transformação (BR)" The Makeover (USA)" "Le défilé de la discorde"                             | Peter Saisselin & Amy Serafin          | 28 de agosto de 2021 29 de outubro de 2021 26 de março de 2022                          | 109B             | 0.45                |
| Vaidoso convence Smurf Alfaiate a fazer uma nova roupa para os Smurfs. Depois que o Joca consegue controlá-lo, ele e alguns outros Smurfs mudam muito, o que faz Vaidoso acusar o Alfaiate de ser um mau Alfaiate, o que os leva a lutar em uma guerra total. Outros Smurfs começam a torcer por um ou outro e abandonam suas roupas até que uma nova seja feita.                                                                                     |              |                                                                                                   |                                        |                                                                                         |                  |                     |
| 19 | 19           | "Confusão na Cozinha (BR)" Kitchen Klutz (USA)" "Cataschtroumph en cuisine"                       | Peter Saisselin & Amy Serafin          | 5 de setembro de 2021 5 de novembro de 2021 2 de abril de 2022                          | 111B             | 0.33                |
| Depois que Desastrado salva Chef de uma grande pedra, ele permite que o Desastrado cozinhe para os Smurfs, mas não faz um trabalho muito bom. |              |                                                                                                   |                                        |                                                                                         |                  |                     |
| 20 | 20           | "Os Cinco Majestosos (BR)" The Majestic 5 (USA)" "L'Arbre á Schtroumpfs"                          | Peter Saisselin & Amy Serafin          | 29 de agosto de 2021 5 de novembro de 2021 2 de abril de 2022                           | 111A             | 0.33                |
| Papai Smurf decide organizar uma eleição que nomeará os Smurfs que farão parte da Brigada Especial responsável pela defesa da aldeia. Os escolhidos são Tonto, Preguiçoso, Assustado, Desastrado e Bebê. Quando Gargamel ataca a vila e captura todos os Smurfs, exceto os cinco escolhidos, eles têm que se dar bem e salvar seus amigos. |              |                                                                                                   |                                        |                                                                                         |                  |                     |
| 21 | 21           | "A Sopa de Smurf (BR)" Chef Soup (USA)" "La Recette du Schtroumpf Cuisinier"                      | Reid Harrison                          | 5 de setembro de 2021 21 de janeiro de 2022 9 de abril de 2022                          | 112A             | 0.42                |
| Chef deixa a aldeia após o Gênio criticar sua culinária. Ele vai cozinhar para os ogros, mas eles não estão satisfeitos. |              |                                                                                                   |                                        |                                                                                         |                  |                     |
| 22 | 22           | "A Corrida (BR)" The Round Up (USA)" "Des escargots et des Schtroumpfs"                           | Peter Saisselin & Amy Serafin          | 5 de setembro de 2021 28 de janeiro de 2022 23 de abril de 2022                         | 113A             | 0.43                |
| Joca dá aos caracóis de corrida do Fazendeiro uma poção para torná-los super rápidos. No entanto, os caracóis continuam sua corrida para fora da aldeia sem Chef, Smurf-Tormenta e Robusto neles, então Joca tem que ir procurá-los na floresta. |              |                                                                                                   |                                        |                                                                                         |                  |                     |
| 23 | 23           | "As Aventuras dos Babás Smurf (BR)" Adventures in Smurfsitting (USA)" "Un babysitting mouvementé" | Robert Vargas                          | 12 de setembro de 2021 21 de janeiro de 2022 9 de abril de 2022                         | 112B             | 0.42                |
| Desastrado e Tonto querem que os Smurfs sintam que ambos são úteis na aldeia, então eles têm a tarefa de cuidar do Bebê. Quando o bebê é colocado em perigo por Boca Grande, eles têm que salvar o dia. |              |                                                                                                   |                                        |                                                                                         |                  |                     |
| 24–25 | 24–25        | "Os Pluffs (BR)" The Pluffs (USA)" "Les Schproumpfs !"                                            | Peter Saisselin & Amy Serafin          | 28 de agosto de 2021 29 de agosto de 2021 14 de janeiro de 2022 27 de maio de 2022      | 110              | 0.43                |
| Gênio e Smurfflor entram em um universo onde os Smurfs são maus e Gargamel e Cruel são gentis. |              |                                                                                                   |                                        |                                                                                         |                  |                     |
| 26 | 26           | "A Quarta do Waffle (BR)" Waffle Wednesday (USA)" "La guerre des gaufres"                         | Reid Harrison                          | 12 de setembro de 2021 28 de janeiro de 2022 23 de abril de 2022                        | 113B             | 0.43                |
| Chef Smurf fica com ciúmes de Smurflilí quando ela começa a fazer waffles melhores que os dele. Ele tenta encontrar maneiras de descobrir qual é o segredo dela - o que sai pela culatra e cria “Pancake Friday”. Ele acaba enlouquecendo e tenta dirigir o caminhão dela de um penhasco. |              |                                                                                                   |                                        |                                                                                         |                  |                     |
| 27 | 27           | "O Assistente de Laboratório (BR)" Lab Assistant (USA)" "L'Assistant du Grand Schtroumpf"         | Romain Cislo                           | 2 de janeiro de 2022 4 de julho de 2022 18 de agosto de 2022                            | 121B             | 0.16                |
| Papai Smurf leva o Macaco como seu assistente devido à lesão de Gênio, mas Gênio e Macaco entram em uma guerra quando Macaco se mostra melhor assistente. |              |                                                                                                   |                                        |                                                                                         |                  |                     |
| 28 | 28           | "A Creche dos Smurfs (BR)" Smurfy Day Care (USA)" "La grande crèche"                              | Guillaume Mautalent & Sebastien Oursel | 22 de outubro de 2021 4 de fevereiro de 2022 30 de abril de 2022                        | 114B             | 0.26                |
| O Bebê Smurf acidentalmente derrama um frasco na poção mágica do Papai Smurf. A vila inteira depois de beber a poção se torna um bebê novamente - exceto Smurf-Tormenta, que se vê mantendo todos esses bebês enquanto tenta encontrar o antídoto. |              |                                                                                                   |                                        |                                                                                         |                  |                     |
| 29 | 29           | "Mamãezinha Engraçadinha (BR)" Funny Mommy (USA)" "Gargamel voit double"                          | Henry Gifford                          | 24 de outubro de 2021 4 de fevereiro de 2022 30 de abril de 2022                        | 114A             | 0.26                |
| Joca transforma o Poeta na mãe de Gargamel, a quem Gargamel obedece dedo e olho, para ordenar que ele pare de perseguir os Smurfs. De repente, Gargamel não entende muito bem a mãe e acaba acreditando que está vendo em dobro. |              |                                                                                                   |                                        |                                                                                         |                  |                     |
| 30–31 | 30–31        | "Os Segredos Smurf (BR)" Smurfy Secrets (USA)" "Schtroumpfe-moi ton secret"                       | Peter Saisselin & Amy Serafin          | 26 de outubro de 2021 27 de outubro de 2021 18 de fevereiro de 2022 13 de junho de 2022 | 115              | 0.36                |
| Quando o Gênio descobre que Gargamel está tentando se transformar em um Smurf, ele e Tormenta, a pedido do Papai Smurf, colocam um novo protocolo de segurança: os Smurfs devem compartilhar um de seus segredos para provar sua identidade. Eventualmente, Gargamel se infiltra na vila disfarçado de Smurf, então Gênio precisa salvar seus amigos. Nota: Este é o segundo especial de meia hora.                                                   |              |                                                                                                   |                                        |                                                                                         |                  |                     |
| 32 | 32           | "Fake News (BR)" Fake News (USA)" "Scoop chez les Schtroumpfs"                                    | Henry Gifford                          | 7 de novembro de 2021 7 de julho de 2022 9 de setembro de 2022                          | 124B             | 0.28                |
| Joca decide enganar o Poeta para escrever um artigo falso para tornar os jornais dos Smurfs populares, desencadeando involuntariamente o pânico na vila. |              |                                                                                                   |                                        |                                                                                         |                  |                     |
| 33 | 33           | "Os Penetras na Festa do Gargamel (BR)" Crashing Gargamel's Party (USA)" "La fête de Gargamel"    | Marie Eynard & Emmanuel Leduc          | 7 de novembro de 2021 11 de fevereiro de 2022 14 de junho de 2022                       | 116A             | 0.36                |
| Gargamel convence o Tonto e Begônia de que ele se tornou gentil, então eles o convidam para a vila para celebrar uma grande festa em sua homenagem. |              |                                                                                                   |                                        |                                                                                         |                  |                     |
| 34 | 34           | "Tormenta Perde o Dom (BR)" Storm Loses her Mojo (USA)" "Bouton d'Or, Guerrière de choc !"        | Peter Saisselin & Amy Serafin          | 21 de novembro de 2021 29 de abril de 2022 15 de junho de 2022                          | 117A             | 0.28                |
| Smurf-Flor, sem saber, leva o espírito guerreiro de Tormenta depois de usar um feitiço para conectar seu guerreiro interior, o que a deixa tão louca que ela bloqueia todos os caminhos para a floresta. Tormenta e os outros podem parar sua loucura guerreira? |              |                                                                                                   |                                        |                                                                                         |                  |                     |
| 35 | 35           | "Smurfboards (BR)" Smurfboards (USA)" "Les Schtroumpfboards"                                      | Peter Saisselin & Amy Serafin          | 12 de dezembro de 2021 13 de maio de 2022 15 de agosto de 2022                          | 120A             | 0.28                |
| Vaidoso e Joca começam a praticar smurfboarding ao redor da vila e Gênio acredita que eles são perigosos tentando ensiná-los o "Código da Estrada" (tipo seguro de embarque), mas ele não recebe muito respeito deles. |              |                                                                                                   |                                        |                                                                                         |                  |                     |
| 36 | 36           | "O Tesouro dos Smurfs (BR)" The Curse of the Smurfs' Treasure (USA)" "Le Treśor des Schtroumpfs"  | Herve Benedetti & Nicholas Robin       | 28 de novembro de 2021 11 de fevereiro de 2022 14 de junho de 2022                      | 116B             | 0.36                |
| Fazendeiro e Vaidoso encontram um baú com uma joia mágica que traz azar a todos que a tocam. Infelizmente, Fazendeiro, Gênio, Joca e Robusto a tocam, então eles querem enterrá-la para reverter o feitiço, mas Vaidoso leva a joia obcecada por ela. |              |                                                                                                   |                                        |                                                                                         |                  |                     |
| 37 | 37           | "Supresa! (BR)" Pop Out! (USA)" "Le Pouvoir du Schtroumpf Grognon"                                | Marie Eynard & Emmanuel Leduc          | 28 de novembro de 2021 29 de abril de 2022 15 de junho de 2022                          | 117B             | 0.28                |
| Gargamel lança um feitiço em Smurf-Ranzinza para que tudo o que ele reclama apareça em sua choupana. Quando o Joca descobre isso, ele começa a usá-lo para se livrar de algumas coisas, mas nem tudo é bom para desaparecer. |              |                                                                                                   |                                        |                                                                                         |                  |                     |
| 38 | 38           | "Me Esqueça o quê? (BR)" Forget Me What? (USA)" "Gargamel perd la schtroumpf"                     | Henry Gifford                          | 12 de dezembro de 2021 6 de maio de 2022 16 de junho de 2022                            | 118B             | 0.39                |
| Quando Gênio, Tonto e Desastrado são perseguidos por Gargamel, Gênio usa a "flor do esquecimento" para fazer o bruxo malvado perder a memória. Então, ele faz amizade com Gargamel, mas o Cruel tentará encontrar maneiras de devolver a memória de seu mestre. |              |                                                                                                   |                                        |                                                                                         |                  |                     |
| 39 | 39           | "Notícia de Primeira Página (BR)" Cover Story (USA)" "Gargamel à la Une"                          | Peter Saisselin & Amy Serafin          | 17 de fevereiro de 2022 6 de julho de 2022 7 de setembro de 2022                        | 123B             | 0.22                |
| Em busca do furo do século para seu jornal, o Repórter Smurf tenta entrevistar Gargamel. |              |                                                                                                   |                                        |                                                                                         |                  |                     |
| 40 | 40           | "Cavaleiro Smurfalot (BR)" Knight Smurfalot (USA)" "La Légende du Schtroumpf Chevalier"           | Henry Gifford & Peter Saisselin        | 19 de dezembro de 2021 6 de maio de 2022 16 de junho de 2022                            | 118A             | 0.39                |
| Depois de assistir a uma peça sobre um cavaleiro, Sonhador quer ser um cavaleiro, então ele pega algumas ferramentas e interpreta um socorrista pela vila - o que deixa alguns Smurfs irritados e eles tentam detê-lo. |              |                                                                                                   |                                        |                                                                                         |                  |                     |
| 41 | 41           | "Ás dos Céus (BR)" Flying Ace (USA)" "Le baptême de l'air du Schtroumpf Maladroit"                | Peter Saisselin & Amy Serafin          | 16 de janeiro de 2022 4 de julho de 2022 17 de agosto de 2022                           | 121A             | 0.16                |
| Depois de causar outro acidente, Desastrado começa a acreditar que o céu é o único lugar onde ele não poderia ser desajeitado, então pede o Habilidoso que o ensine a pilotar um avião. |              |                                                                                                   |                                        |                                                                                         |                  |                     |
| 42–43 | 42–43        | "O Show dos Smurfs (BR)" The Smurfs Show (USA)" "Schtroumpfs TV"                                  | Peter Saisselin & Amy Serafin          | 5 de dezembro de 2021 22 de abril de 2022 17 de junho de 2022                           | 119              | 0.36                |
| O Bebê recebe um ursinho de pelúcia de Gargamel, mas esse brinquedo tem uma câmera no olho, que permite o Gargamel espioná-los com a ajuda de uma bola de cristal. Quando os Smurfs descobrem isso, eles inventam uma história falsa para prender o bruxo malvado. |              |                                                                                                   |                                        |                                                                                         |                  |                     |
| 44 | 44           | "Macaquinho Vê, Macaquinho Faz (BR)" Monkey See, Monkey Do (USA)" "Malin comme un singe"          | Peter Saisselin & Amy Serafin          | 30 de janeiro de 2022 13 de maio de 2022 16 de agosto de 2022                           | 120B             | 0.28                |
| A loja de suprimentos mágicos mistura pedidos de Gargamel e Papa Smurf e o último recebe um macaco. |              |                                                                                                   |                                        |                                                                                         |                  |                     |
| 45 | 45           | "Ordem ao Mérito (BR)" Order of Merit (USA)" "Le revers de la médaille"                           | Henry Gifford                          | 18 de fevereiro de 2022 5 de julho de 2022 19 de agosto de 2022                         | 122B             | 0.43                |
| Joca decide dar uma boa lição por Gênio por causa de suas ações, inventando uma medalha imaginária que premia apenas os melhores Smurfs chamada de "medalha de mérito" - e Gênio faria qualquer coisa para obtê-la. |              |                                                                                                   |                                        |                                                                                         |                  |                     |
| 46 | 46           | "Espelho, Espelho No Armário (BR)" Mirror, Mirror on the Armoire (USA)" "Miroir, mon beau miroir" | Michael Coulon & Jean-Baptiste Merlin  | 21 de fevereiro de 2022 12 de julho de 2022 2 de novembro de 2022                       | 125B             | 0.18                |
| Gargamel deixa um armário mágico que aprisiona qualquer um que se olhe em seu espelho na floresta. Infelizmente, Vaidoso o traz para a vila e todos os Smurfs são presos, então o narcisista Vaidoso deve encontrar o caminho para libertá-los. |              |                                                                                                   |                                        |                                                                                         |                  |                     |
| 47 | 47           | "Smurfando de Lugar (BR)" Smurfing Places (USA)" "Le Grand Gargamel"                              | Fiona Leibgorin                        | 22 de fevereiro de 2022 13 de julho de 2022 3 de novembro de 2022                       | 126A             | 0.25                |
| Gargamel troca de corpos com Papai Smurf e prende Papai Smurf em uma jaula enquanto ele vai para a vila dos Smurfs. Tímido descobre o que acontece e ele é o único que pode ajudar o Papai Smurf a escapar. |              |                                                                                                   |                                        |                                                                                         |                  |                     |
| 48 | 48           | "Lagartos Saltitantes (BR)" Leaping Lizards (USA)" "La métamorphose du Schtroumpf Coquet"         | Peter Saisselin & Amy Serafin          | 9 de janeiro de 2022 6 de julho de 2022 6 de setembro de 2022                           | 123A             | 0.22                |
| Quando Vaidoso percebe que ele tem uma espinha no nariz, ele invade o laboratório do Papai Smurf e rouba uma loção para se livrar daquela espinha, mas ela se transforma em um lagarto cuspidor de fogo. |              |                                                                                                   |                                        |                                                                                         |                  |                     |
| 49 | 49           | "Um Dia das Mães Smurfy! (BR)" Smurfy Mother's Day! (USA)" "Bonne fête maman !"                   | Fiona Leibgorin                        | 9 de janeiro de 2022 5 de julho de 2022 5 de setembro de 2022                           | 122B             | 0.43                |
| Enquanto eles foram capturados por Gargamel, Papai Smurf, Magnólia e Vaidoso se oferecem para ajudar Gargamel a impressionar sua mãe em seu aniversário. |              |                                                                                                   |                                        |                                                                                         |                  |                     |
| 50 | 50           | "Papai Smurf Vezes Dois (BR)" Papa Times Two (USA)" "Dans la peau du Grand Schtroumpf"            | Peter Saisselin & Amy Serafin          | 25 de fevereiro de 2022 7 de julho de 2022 8 de setembro de 2022                        | 124A             | 0.28                |
| Um Smurf genérico quer se sentir importante e respeitado, então Vaidoso lhe dá uma reforma que agora ele se parece com o Papai Smurf, mas ele terá que aprender o que é ter responsabilidades. |              |                                                                                                   |                                        |                                                                                         |                  |                     |
| 51 | 51           | "Tá Demitido (BR)" You’re Fired! (USA)" "Tout Schtroumpf, tout flamme !"                          | Peter Saisselin & Amy Serafin          | 13 de março de 2022 11 de julho de 2022 1 de novembro de 2022                           | 125A             | 0.35                |
| Após outro incidente, Desastrado e Tonto discutem e deixam a brigada de incêndio. Quando Smurfette toma seu lugar e faz um trabalho notável, os dois Smurfs ciumentos se unem para pressioná-la a desistir. |              |                                                                                                   |                                        |                                                                                         |                  |                     |
| 52 | 52           | "O Concurso de Poesia (BR)" Poet Slam (USA)" "Le Combat de poésie"                                | Barbara Weber-Boustani                 | 20 de março de 2022 14 de julho de 2022 4 de novembro de 2022                           | 126B             | 0.25                |
| Depois que Poeta apresenta Smurflili à arte da poesia e da rima, eles concordam em se enfrentar em um concurso de poesia, mas o Poeta fica com a "ansiedade da rima branca", que afeta muito seu conhecimento poético. |              |                                                                                                   |                                        |                                                                                         |                  |                     |

### 2.ª Temporada (2022-23)
| N.º geral | N.º na temp. | Título | Escrito por                                                                                  | Exibição original                                                   | Cód. de produção | Audiência (milhões) |
| --- | ------------ | --- | -------------------------------------------------------------------------------------------- | ------------------------------------------------------------------- | ---------------- | ------------------- |
| 53 | 1            | "Cadê o Meu Smurfnete? (BR)" Where's My Smurfway? (USA)" "Où est mon Gyroschtroumpf ?"                               | Peter Saisselin & Amy Serafin                                                                | 21 de julho de 2022 29 de agosto de 2022 24 de novembro de 2022     | 202B             | 0.23                |
| Quando Smurf-Flor perde o amado Smurfnet do Gênio, ela precisa encontrá-lo antes que o Gênio descubra. |              | |                                                                                              |                                                                     |                  |                     |
| 54 | 2            | "Um Ladrão Entre Nós (BR)" A Thief Among Us! (USA)" "Le Schtroumpf Cambrioleur"                                      | Charles-Henri Moarbes                                                                        | 28 de julho de 2022 29 de agosto de 2022 30 de novembro de 2022     | 204B             | 0.19                |
| Quando as coisas favoritas dos Smurfs começam a desaparecer por toda a vila, todos ficam preocupados e desconfiados. E descobrimos que foi o Assustado que é sonâmbulo. |              | |                                                                                              |                                                                     |                  |                     |
| 55 | 3            | "Maneiras Importam (BR)" Manners Matter (USA)" "Un peu de savoir-schtroumpf !"                                       | Peter Saisselin & Amy Serafin                                                                | 19 de julho de 2022 30 de agosto de 2022 22 de novembro de 2022     | 201B             | 0.26                |
| Papai Smurf está nervoso com a vinda da nova Fada da Natureza, então ele pede a Magnólia para ensinar boas maneiras aos Smurfs. |              | |                                                                                              |                                                                     |                  |                     |
| 56 | 4            | "O Convidado que não vai Embora (BR)" The Guest Who Wouldn't Leave (USA)" "Le Schtroumpf Sauvage s'incruste"         | Peter Saisselin & Amy Serafin                                                                | 20 de julho de 2022 30 de agosto de 2022 23 de novembro de 2022     | 202A             | 0.32                |
| Depois que Smurf Selvagem torce o tornozelo, ele fica na casa do Papai Smurf para se recuperar enquanto o Papai Smurf estiver fora. |              | |                                                                                              |                                                                     |                  |                     |
| 57 | 5            | "O Talentoso e Inteligente (BR)" The Talented Justa Smurf (USA)" "Le Schtroumpf Tout Court"                          | Michel Coulon & Jean-Baptiste Merlin                                                         | 25 de julho de 2022 31 de agosto de 2022 25 de novembro de 2022     | 203A             | 0.25                |
| O Smurf Sem Nome, cercado por outros que são todos Algo Smurf, ainda está procurando por sua vocação. |              | |                                                                                              |                                                                     |                  |                     |
| 58 | 6            | "A Obra-Prima da Mamãe (BR)" Mommy's Masterpiece (USA)" "Pas touche à l'artiste !"                                   | Lisa Kohn                                                                                    | 27 de julho de 2022 31 de agosto de 2022 29 de novembro de 2022     | 204A             | 0.29                |
| Quando os outros Smurfs se recusam a posar para a obra-prima do Pintor, ele encontra um novo assunto na mãe de Gargamel. |              | |                                                                                              |                                                                     |                  |                     |
| 59 | 7            | "Smurf, Sim Smurf! (BR)" Smurf, Yes Smurf! (USA)" "Chef oui chef"                                                    | Emmanuel Leduc                                                                               | 26 de julho de 2022 1 de setembro de 2022 28 de novembro de 2022    | 203B             | 0.17                |
| Enquanto o Papai Smurf está fora, Gênio usa uma poção para fazer com que a vila obedeça a todos os seus caprichos. |              | |                                                                                              |                                                                     |                  |                     |
| 60 | 8            | "Diga Smurf para a Câmera (BR)" Say Smurf for the Camera! (USA)" "Souriez, vous êtes schtroumpfés !"                 | Suaëna Airault & Sébastien Viaud                                                             | 18 de julho de 2022 1 de setembro de 2022 21 de novembro de 2022    | 201A             | 0.22                |
| Habilidoso inventa uma câmera para que Pintor possa fazer retratos de todos os habitantes da vila. |              | |                                                                                              |                                                                     |                  |                     |
| 61–62 | 9–10         | "Um Amor de Ogro (BR)" Ogre Love (USA)" "Un Admirateur Encombrant"                                                   | Luc Parthoens                                                                                | 2 de setembro de 2022 9 de setembro de 2022 2 de dezembro de 2022   | 205              | 0.20                |
| Quando a Smurfette remove uma lasca do polegar do Boca Grande, ele imediatamente se apaixona por ela e a segue até a vila. Nota: Este é um especial de meia hora. |              | |                                                                                              |                                                                     |                  |                     |
| 63 | 11           | "De Volta á Natureza (BR)" Back To Nature (USA)" "Le Stage d'observaschtroumpf"                                      | Herve Benedetti & Nicholas Robin                                                             | 5 de setembro de 2022 16 de setembro de 2022 1 de dezembro de 2022  | 206A             | 0.25                |
| Vaidoso, Poeta e Tonto se perdem na floresta durante uma colheita. |              | |                                                                                              |                                                                     |                  |                     |
| 64 | 12           | "O Jogo dos Caracóis (BR)" Shell Game (USA)" "Gargamel en bave !"                                                    | Peter Saisselin & Amy Serafin                                                                | 5 de setembro de 2022 30 de setembro de 2022 12 de janeiro de 2023  | 208A             | 0.19                |
| Gargamel se transforma em um caracol para que Fazendeiro o leve até a vila dos Smurfs. |              | |                                                                                              |                                                                     |                  |                     |
| 65 | 13           | "O Médico e o Bobo (BR)" Doctor Brainy & Mister Dumb (USA)" "Les deux bêtas font la paire"                           | Yves Coulon                                                                                  | 6 de setembro de 2022 23 de setembro de 2022 11 de janeiro de 2023  | 207B             | 0.25                |
| Gênio inventa a "Escala Smurf". No entanto, em vez de pesar seu cérebro, a máquina torna o Gênio totalmente estúpido. |              | |                                                                                              |                                                                     |                  |                     |
| 66 | 14           | "Smurf-Flor Fica Selvagem (BR)" Blossom Goes Wild! (USA)" "Bouton d'Or se met au vert"                               | Peter Saisselin & Amy Serafin                                                                | 6 de setembro de 2022 30 de setembro de 2022 13 de janeiro de 2023  | 208B             | 0.19                |
| Depois de uma grande discussão com a Smurf-Tormenta e Smurflilí, Smurf-Flor anuncia que está deixando a Vila das Garotas e vai morar com o Smurf Selvagem. |              | |                                                                                              |                                                                     |                  |                     |
| 67 | 15           | "Smurfette, a Exagerada (BR)" Smurfette Overdoes It! (USA)" "La Schtroumpfette en fait trop !"                       | Yves Coulon & Mathieu Morange                                                                | 7 de setembro de 2022 11 de julho de 2023 19 de janeiro de 2023     | 210B             | ASD                 |
| Fazendo muito, Smurfette está muito cansada. Para ensiná-la a arte de não fazer nada, Papai Smurf a confia ao maior especialista: Smurf Preguiçoso. |              | |                                                                                              |                                                                     |                  |                     |
| 68 | 16           | "Entendido! (BR)" Okey-Dokey (USA)" "Les Okidoki !"                                                                  | Isabelle Destrez & Elisa Loké                                                                | 7 de setembro de 2022 16 de setembro de 2022 26 de dezembro de 2022 | 206B             | 0.25                |
| Joca usa uma poção que faz o Ranzinza dizer "Entendido!" a tudo. |              | |                                                                                              |                                                                     |                  |                     |
| 69 | 17           | "Curando o Discreto Tímido (BR)" Curing Private Timid (USA)" "Il faut guérir le Schtroumpf Timide !"                 | Yves Coulon & Mathieu Morange                                                                | 8 de setembro de 2022 11 de julho de 2023 18 de janeiro de 2023     | 210A             | ASD                 |
| Convencido de que o Tímido o admira, Robusto decide colocá-lo sob sua asa, a fim de ensiná-lo autoconfiança. |              | |                                                                                              |                                                                     |                  |                     |
| 70 | 18           | "Confusão do Suflê (BR)" Soufflé Shuffle (USA)" "Soufflé n'est pas jouer !"                                          | Charles-Henri Moarbes                                                                        | 8 de setembro de 2022 21 de outubro de 2022 17 de janeiro de 2023   | 209B             | 0.14                |
| Quando Chef torce o tornozelo após uma discussão com Fominha, ele se vê sem ninguém para ajudá-lo a carregar seu suflê para o Festival da Primavera. Fominha oferece, mas o Chef tem medo de que ele coma o suflê antes de chegar. |              | |                                                                                              |                                                                     |                  |                     |
| 71 | 19           | "O Duelo Mágico Smurfy (BR)" Smurfy Magic Duel (USA)" "Duel magique chez les Schtroumpfs"                            | Emmanuel Leduc (Baseado na história de Etienne Durrenberger, Hans Broker e Marc Chapett)     | 9 de setembro de 2022 23 de setembro de 2022 10 de janeiro de 2023  | 207A             | 0.25                |
| Papai Smurf e Magnólia se desafiam em um duelo mágico |              | |                                                                                              |                                                                     |                  |                     |
| 72 | 20           | "Nenhum Smurf Sai! (BR)" No Smurf Out! (USA)" "Schtroumpfez-nous de là !"                                            | Yves Coulon                                                                                  | 9 de setembro de 2022 21 de outubro de 2022 16 de janeiro de 2023   | 209A             | 0.14                |
| Como Assustado tem medo de que um fantasma esteja assombrando na sua casa, ele pede o Habilidoso para torná-la segura. Muito bem protegido, ele se encontra trancado em sua casa, com Gênio, Flor e Chef. |              | |                                                                                              |                                                                     |                  |                     |
| 73 | 21           | "Papai Smurf Deixa o Ninho (BR)" Papa Smurf Leaves the Nest (USA)" "L'Envol du Grand Schtroumpf"                     | Michel Coulon & Jean-Baptiste Merlin                                                         | 12 de setembro de 2022 12 de julho de 2023 20 de janeiro de 2023    | 211A             | ASD                 |
| Enquanto Papai Smurf está preparando uma poção para curar sua perda de voz, um pardal entra em seu laboratório e acidentalmente troca de corpo com ele. |              | |                                                                                              |                                                                     |                  |                     |
| 74 | 22           | "O Retrato Roubado (BR)" The Stolen Portrait (USA)" "Le Portrait volé"                                               | Blanche Philippe                                                                             | 12 de setembro de 2022 12 de julho de 2023 23 de janeiro de 2023    | 211B             | ASD                 |
| Alguém roubou a pintura do Pintor e todos os Smurfs estão procurando por ela. Enquanto o artista se desespera, Smurfette confunde o culpado com Gargamel. |              | |                                                                                              |                                                                     |                  |                     |
| 75 | 23           | "O Gato Perdido (BR)" Lost Cat (USA)" "Chat perdu"                                                                   | Fiona Leibgorin                                                                              | 13 de setembro de 2022 14 de outubro de 2022 27 de janeiro de 2023  | 213B             | 0.16                |
| Cruel está farto de Gargamel e sai do casebre! Só que, uma vez na floresta, ele se machuca e é pego por Smurf Selvagem. |              | |                                                                                              |                                                                     |                  |                     |
| 76 | 24           | "Bebê Sensei (BR)" Baby Sensei (USA)" "Le Schtroumpf Gourou"                                                         | Peter Saisselin & Amy Serafin                                                                | 13 de setembro de 2022 13 de julho de 2023 25 de janeiro de 2023    | 212B             | ASD                 |
| Smurfette e os alunos de sua classe Smurf-Fu confundem erroneamente o Bebê Smurf com o guru Smurf-Fu que os guiará para o próximo nível. |              | |                                                                                              |                                                                     |                  |                     |
| 77 | 25           | "A Abóbora Mágica (BR)" The Magic Pumpkin (USA)" "La Citrouille magique"                                             | Fiona Leibgorin                                                                              | 14 de setembro de 2022 14 de outubro de 2022 26 de janeiro de 2023  | 213A             | 0.16                |
| No Halloween, Smurfette dá para o Smurf Fraco, uma abóbora mágica que o torna aterrorizante, só que a abóbora não é mágica. |              | |                                                                                              |                                                                     |                  |                     |
| 78 | 26           | "O Smurf Estrela (BR)" The Smurf Star (USA)" Le Schtroumpf Star"                                                     | Emmanuel Leduc (Baseado em uma história de Etienne Durrenberger, Hans Broker e Marc Chapett) | 14 de setembro de 2022 13 de julho de 2023 24 de janeiro de 2023    | 212A             | ASD                 |
| Papai Smurf dá para o Smurf Harmônia uma poção que encanta o público durante um show. No entanto, Harmônia força a dose e os Smurfs se transformam em fãs histéricos. |              | |                                                                                              |                                                                     |                  |                     |
| 79 | 27           | "Gênio é Assombrado (BR)" Brainy Gets Ghosted! (USA)" "Le Fantôme du Grand Grand Schtroumpf"                         | Charles-Henri Moarbes                                                                        | 30 de outubro de 2022 17 de julho de 2023 24 de abril de 2023       | 214A             | ASD                 |
| Gênio está ocupado ajudando a se preparar para um evento no qual o Papai Smurf vai se apresentar, mas ele quer controlar tudo tanto que deixa todos horrorizados, incluindo o Papa Smurf. Para se vingar dele, Pintor e Chef preparam uma pegadinha, mas o tiro sai pela culatra.                                                                                   |              | |                                                                                              |                                                                     |                  |                     |
| 80 | 28           | "Corredores Smurf (BR)" Smurf Racers (USA)" "Le Rallye de la citrouille"                                             | Michel Coulon & Jean-Baptiste Merlin                                                         | 30 de outubro de 2022 19 de julho de 2023 26 de abril de 2023       | 215A             | ASD                 |
| Durante o primeiro rali de abóbora mista, Robusto, campeão indiscutível das edições anteriores, se mostra como um machão, para desgosto da Tormenta, que está determinado a mostrar a ele que uma garota pode vencê-lo. No entanto, os dois têm companheiros de equipe não competitivos: Flor e Tonto.                                                              |              | |                                                                                              |                                                                     |                  |                     |
| 81 | 29           | "Nunca Acorde um Mago Dormindo (BR)" Never Wake a Sleeping Sorcerer! (USA)" "Ne réveillez pas un sorcier qui dort !" | Yves Coulon                                                                                  | 1 de novembro de 2022 25 de julho de 2023 1 de maio de 2023         | 216B             | ASD                 |
| Quando Gargamel chega à vila dos Smurfs no meio da noite dormindo, Papai Smurf percebe que o mago é um sonâmbulo. Os Smurfs aproveitam para "se divertir" com seu inimigo jurado |              | |                                                                                              |                                                                     |                  |                     |
| 82 | 30           | "O Encantador de Caracóis (BR)" The Snail Whisperer (USA)" "Escargots en grève !"                                    | Yves Coulon                                                                                  | 8 de novembro de 2022 26 de julho de 2023 2 de maio de 2023         | 217A             | ASD                 |
| Cansados de suas vidas, os caracóis do Fazendeiro entram em greve e se juntam o Selvagem para compartilhar sua vida livre e sem restrições. No entanto, eles perderam algo essencial quando saíram da fazenda, algo que só o Fazendeiro pode dar a eles. |              | |                                                                                              |                                                                     |                  |                     |
| 83 | 31           | "Waffles e Castigo (BR)" Waffles and Punishment (USA)" "Le Schtroumpf Tricheur"                                      | Yves Coulon & Mathieu Morange                                                                | 9 de novembro de 2022 24 de julho de 2023 28 de abril de 2023       | 216A             | ASD                 |
| Quando a Lili coloca o Fominha em apuros durante um concurso para o maior comedor de waffles, Fominha trapaceia e vence. Muito rapidamente dominado pelo remorso, ele inventa uma poção de esquecimento de sua autoria, que traz dois duplos. |              | |                                                                                              |                                                                     |                  |                     |
| 84 | 32           | "Quem Está na Banda? (BR)" Who's in the Band? (USA)" "Rock'n Schtroumpf"                                             | Lisa Kohn                                                                                    | 10 de novembro de 2022 20 de julho de 2023 27 de abril de 2023      | 214B             | ASD                 |
| A Orquestra Smurf fará um concerto para Magnólia em homenagem ao seu aniversário. Mas quando Astro, a cantora e líder do grupo, se comporta como uma diva, ela é substituída por outra diva: Vaidoso. Astro está determinado que o show não acontecerá sem ela, e quase estraga o aniversário da Magnólia.                                                          |              | |                                                                                              |                                                                     |                  |                     |
| 85 | 33           | "Smurfs Podem Voar (BR)" Smurfs Might Fly (USA)" "Une salsepareille sans pareille"                                   | Suaëna Airault & Sébastien Viaud                                                             | 28 de novembro de 2022 27 de julho de 2023 3 de maio de 2023        | 217B             | ASD                 |
| Por ocasião do festival da salsaparrilha, Chef, Gênio, Tonto e Fominha estão na floresta, sem ver que Gargamel enfeitiçou os campos de salsaparrilha. - Este episódio estreou mundialmente na Suíça a 20 de novembro de 2022. |              | |                                                                                              |                                                                     |                  |                     |
| 86 | 34           | "Chave Smurf (BR)" The Wrench Smurf (USA)" "Le Schtroumpf à Molette"                                                 | Michel Coulon & Jean-Baptiste Merlin                                                         | 28 de novembro de 2022 31 de julho de 2023 5 de maio de 2023        | 218A             | ASD                 |
| Quando o Habilidoso transforma o Papai Fraldas em um assistente perfeito, um incidente queima a memória da máquina. - Este episódio estreou mundialmente na Suíça a 27 de novembro de 2022. |              | |                                                                                              |                                                                     |                  |                     |
| 87 | 35           | "Gargamel Fica Gagá (BR)" Gargamel Goes Gaga (USA)" "Gagargamel"                                                     | Fiona Leibgorin                                                                              | 29 de novembro de 2022 18 de julho de 2023 25 de abril de 2023      | 214B             | ASD                 |
| Por causa de um amor inadvertidamente absorvido, Gargamel se apaixona perdidamente pela Folha e não quer mais deixá-la. Os Smurfs vêm em socorro da fada para livrá-la de seu pretendente. |              | |                                                                                              |                                                                     |                  |                     |
| 88 | 36           | "O Brinquedo Fofinho (BR)" The Cuddly Toy (USA)" "Schtroumpfe-moi ton doudou !"                                      | Peter Saisselin & Amy Serafin                                                                | 29 de novembro de 2022 1 de agosto de 2023 2 de agosto de 2023      | 220B             | ASD                 |
| Depois de perder seu travesseiro favorito, Preguiçoso perde seu lendário sono e pega emprestado o cobertor do Bebê Smurf para experimentá-lo. |              | |                                                                                              |                                                                     |                  |                     |
| 89 | 37           | "Relaxosmurf (BR)" Relaxosmurf (USA)" "Le Décoince-schtroumpf"                                                       | Lison d'Andrea (Baseado em uma história de Etienne Durrenberger, Hans Broker e Marc Chapett) | 30 de novembro de 2022 1 de agosto de 2023 1 de agosto de 2023      | 220A             | ASD                 |
| Fascinada pela tagarela da Flor, Tímido sonha em se tornar sua amiga. No entanto, ele não ousa falar com ela. Desesperado, ele implora ajuda ao Papai Smurf. Com uma dose de sua poção "unstuck-Smurf", Tímido se transforma em um Smurf Confiante! Mas sua nova personalidade não tem o efeito desejado da Flor.                                                   |              | |                                                                                              |                                                                     |                  |                     |
| 90 | 38           | "Quer Apostar? (BR)" Wanna Bet? (USA)" "Le Pari"                                                                     | Fiona Leibgorin                                                                              | 30 de novembro de 2022 8 de agosto de 2023 11 de agosto de 2023     | 224A             | ASD                 |
| Provocada pela Tormenta e sua lendária competitividade, Smurfette embarca em uma escalada de apostas. |              | |                                                                                              |                                                                     |                  |                     |
| 91 | 39           | "Selvagem é Domado (BR)" Wild Gets Tamed (USA)" "Comme un Schtroumpf en pâte !"                                      | Yves Coulon & Mathieu Morange                                                                | 1 de dezembro de 2022 2 de agosto de 2023 3 de agosto de 2023       | 221A             | ASD                 |
| Quando o Selvagem rouba seus cupcakes, Begônia, Lili e Flor decidem lhe ensinar uma lição. |              | |                                                                                              |                                                                     |                  |                     |
| 92 | 40           | "Eu Vou para o Circo! (BR)" I'm Off to the Circus! (USA)" "Le Schtroumpf Maladroit fait son cirque"                  | Peter Saisselin & Amy Serafin                                                                | 2 de dezembro de 2022 3 de agosto de 2023 7 de agosto de 2023       | 222A             | ASD                 |
| Quando Desastrado se convence de que deve se tornar um acrobata a todo custo para administrar melhor sua falta de jeito, os Smurfs criam uma falsa companhia de circo para realizar seu sonho. |              | |                                                                                              |                                                                     |                  |                     |
| 93 | 41           | "Smurfs em Chamas (BR)" Smurfs on Fire (USA)" "Pompiers un jour, pompiers toujours"                                  | Yves Coulon                                                                                  | 7 de dezembro de 2022 7 de agosto de 2023 9 de agosto de 2023       | 223A             | ASD                 |
| Os Smurfs não aguentam mais o absurdo e a falta de jeito do Desastrado e Tonto do corpo de bombeiros. Eles então organizam uma competição para recrutar uma nova brigada, porém, Desastrado e Tonto não querem ser expulsos, então decidem participar dos testes no modo anônimo.                                                                                   |              | |                                                                                              |                                                                     |                  |                     |
| 94 | 42           | "Feliz Dia da Mentira dos Smurfs (BR)" Happy Smurfs Fools Day! (USA)" "Farce attaque !"                              | Charles-Henri Moarbes                                                                        | 8 de dezembro de 2022 31 de julho de 2023 4 de maio de 2023         | 218A             | ASD                 |
| É o dia da mentira e Joca está animado! Mas ao perceber que os Smurfs pregam peças uns nos outros e ignoram a sua, que consideram ultrapassada, Joca, irritado, sai da vila. No entanto, Gargamel acha seus dons presos muito úteis... para capturar os Smurfs! - Este episódio estreou mundialmente na Suíça a 4 de dezembro de 2022.                              |              | |                                                                                              |                                                                     |                  |                     |
| 95 | 43           | "Um Natal Smurfy (BR)" A Smurfy Christmas (USA)" "Un Noel Schtroumpfant"                                             | Yves Coulon                                                                                  | 25 de dezembro de 2022 8 de dezembro de 2023 ASA                    | 226A             | ASD                 |
| À medida que o Natal se aproxima, Joca mistura as cartas que os Smurfs lhe pediram para enviar ao Papai Noel. - Este episódio estreou mundialmente na França a 14 de dezembro de 2022. |              | |                                                                                              |                                                                     |                  |                     |
| 96–97 | 44–45        | "Smurf para o Futuro! (BR)" Smurf To the Future! (USA)" "La Machine à schtroumpfer dans le temps"                    | Michel Coulon & Jean-Baptiste Merlin                                                         | 8 de janeiro de 2023 10 de julho de 2023 31 de julho de 2023        | 219              | ASD                 |
| Após um acidente, Smurfflor e Habilidoso são enviados para os tempos pré-históricos, onde um macaco rouba seu relógio cuco. Nota: Este é um especial de meia hora - Este episódio estreou mundialmente na Suíça a 31 de dezembro de 2022. |              | |                                                                                              |                                                                     |                  |                     |
| 98 | 46           | "A Torta de Ebaebas (BR)" The Yummyus Pie (USA)" "Faut qu'ça pousse !"                                               | Charles-Henri Moarbes                                                                        | 9 de janeiro de 2023 2 de agosto de 2023 4 de agosto de 2023        | 221B             | ASD                 |
| Chef fica cada vez mais preocupado quando vê que as Suculentas, o principal ingrediente de sua famosa torta de Ebaebas, ainda não floresceram e pede o Fazendeiro para fazer algo. - Este episódio estreou mundialmente na Suíça a 1 de janeiro de 2023. |              | |                                                                                              |                                                                     |                  |                     |
| 99 | 47           | "Folha Doentinha (BR)" Leaf's Under the Weather (USA)" "Il faut schtroumpfer Feuille !"                              | Lison d'Andrea                                                                               | 11 de janeiro de 2023 9 de agosto de 2023 15 de agosto de 2023      | 225A             | ASD                 |
| Esta manhã, a vila dos Smurfs acorda em pânico: o tempo está completamente fora de controle! Frio, calor, frio... E por um bom motivo: Folha está doente! Para acabar com esses distúrbios que ameaçam a floresta e seus habitantes, os Smurfs devem curar a fada. - Este episódio estreou mundialmente na Suíça a 1 de janeiro de 2023.                            |              | |                                                                                              |                                                                     |                  |                     |
| 100 | 48           | "Uma Amizade nada Smurfy (BR)" An Unsmurfy Friendship (USA)" "Un ami de taille"                                      | Lison d'Andrea                                                                               | 12 de janeiro de 2023 10 de agosto de 2023 17 de agosto de 2023     | 226B             | ASD                 |
| Enquanto o Torneio Smurfball está em pleno andamento, Ranzinza resiste ao entusiasmo geral. Irritados com seu mau humor, os Smurfs o relegam ao banco. Irritado, Ranzinza vai para a floresta, onde se depara com Boca Grande. Os dois se tornam amigos, para grande decepção do Boca Grande. - Este episódio estreou mundialmente na Suíça a 1 de janeiro de 2023. |              | |                                                                                              |                                                                     |                  |                     |
| 101 | 49           | "Sonhador: O Mestre do Amor (BR)" Dreamer: Master of Love (USA)" "On ne schtroumpfe pas avec l'Amour !"              | Lisa Kohn                                                                                    | 22 de janeiro de 2023 3 de agosto de 2023 8 de agosto de 2023       | 222B             | ASD                 |
| Persuadido a ser um especialista no amor, Sonhador usa todos os grandes clichês dos romances para unir dois Smurfs cujo casal é mais do que improvável Papai Smurf e Magnólia. |              | |                                                                                              |                                                                     |                  |                     |
| 102 | 50           | "Atendimento Domiciliar (BR)" House Call (USA)" "Allô, Docteur Schtroumpf ?"                                         | Peter Saisselin & Amy Serafin                                                                | 24 de janeiro de 2023 9 de agosto de 2023 16 de agosto de 2023      | 225B             | ASD                 |
| Os Smurfs encontram um bilhete de Gargamel que pede à mãe que venha tratá-lo porque ele está muito doente. Eles então se sentem compelidos a ajudar o mago e decidem ir até sua casa com o Doutor Smurf. Único problema: este último nunca cuidou de seres humanos!                                                                                                 |              | |                                                                                              |                                                                     |                  |                     |
| 103 | 51           | "Gargamel, a Rainha do Baile (BR)" Gargamel, Queen of the Prom (USA)" "Gargamel, reine du bal"                       | Lison d'Andréa                                                                               | 24 de janeiro de 2023 8 de agosto de 2023 14 de agosto de 2023      | 224B             | ASD                 |
| Este ano, as Smurfs Meninas convidaram todos os Smurfs para o grande baile do Equinócio. Ao saber da notícia, Gargamel e Cruel se transformam as Smurfs Meninas e se infiltram nos preparativos. O objetivo do mago: colocar um filtro maligno no coquetel Salsaparrilha!                                                                                           |              | |                                                                                              |                                                                     |                  |                     |
| 104 | 52           | "A Corrida pelo Salsaparrilho (BR)" The Sarsaparillo Run (USA)" "La Salsepapareille"                                 | Lison d'Andréa                                                                               | 1 de fevereiro de 2023 7 de agosto de 2023 10 de agosto de 2023     | 223B             | ASD                 |
| Papai Smurf, Magnólia, Folha e Gargamel e sua mãe estão procurando a planta Salsaparrilha que cresce a cada 100 anos. - Este episódio estreou mundialmente na Suíça a 7 de janeiro de 2023. |              | |                                                                                              |                                                                     |                  |                     |

### 3.ª Temporada (2024–)
| N.º geral | N.º na temp. | Título | Escrito por                         | Exibição original                                                    | Cód. de produção | Audiência (milhões) |
| --- | ------------ | --- | ----------------------------------- | -------------------------------------------------------------------- | ---------------- | ------------------- |
| 105 | 1            | "Momentos em Família (BR)" Family Time (USA)" "Tonton Gargamel"                                              | Peter Saisselin & Amy Serafin       | 25 de agosto de 2024 3 de setembro de 2024 24 de fevereiro de 2025   | 301A             | ASD                 |
| Gargamel confisca os brinquedos de Dwayne e Rowena. Buscando vingança, eles libertam Gênio e a Smurflilí que seu tio havia capturado. - Este episódio estreou mundialmente a Austrália a 5 de agosto de 2024.                                                               |              | |                                     |                                                                      |                  |                     |
| 106 | 2            | "Smurf Versus Máquina (BR)" Smurf vs. Machine (USA)" "Le Giganschtroumpf"                                    | Peter Saisselin & Amy Serafin       | 25 de agosto de 2024 4 de setembro de 2024 24 de fevereiro de 2025   | 301B             | ASD                 |
| Com ciúmes do Papai Fraldas, Habilidoso cria para si um exoesqueleto disfuncional e superpoderoso. Papai Fraldas é o único que pode salvá-lo. - Este episódio estreou mundialmente na Austrália a 5 de agosto de 2024.                                                      |              | |                                     |                                                                      |                  |                     |
| 107 | 3            | "Corre, Gargamel, Corre (BR)" See Gargamel Run (USA)" "Operátion Gargamel"                                   | Sean Carson & Dave Tomlinson        | 1 de setembro de 2024 5 de setembro de 2024 25 de fevereiro de 2025  | 302A             | ASD                 |
| Encorajada por seus próprios talentos, Smurf-Tormenta convoca Smurflilí e a Smurfflor para ajudá-la a expulsar Gargamel da floresta para sempre... mas, sem saber, ela as leva para uma armadilha! - Este episódio estreou mundialmente na Austrália a 5 de agosto de 2024. |              | |                                     |                                                                      |                  |                     |
| 108 | 4            | "Bebê Robusto (BR)" Hefty Baby (USA)" "Le bébé costaud"                                                      | Simon Lecocq                        | 1 de setembro de 2024 9 de setembro de 2024 25 de fevereiro de 2025  | 302B             | ASD                 |
| Robusto é desafiado pela Tormenta, mas acidentalmente troca de corpo com o Bebê Smurf. - Este episódio estreou mundialmente na Austrália a 5 de agosto de 2024. |              | |                                     |                                                                      |                  |                     |
| 109 | 5            | "Dragão de Estimação (BR)" Dragon Pet (USA)" "Dragon de compagnie"                                           | Franz Kirchner                      | 8 de setembro de 2024 10 de setembro de 2024 26 de fevereiro de 2025 | 303A             | ASD                 |
| Rowena, com ciúmes da amizade entre Smurflilí e Voltaire, lança um feitiço no dragão que o obriga a obedecer às suas ordens. - Este episódio estreou mundialmente na Austrália a 5 de agosto de 2024.                                                                       |              | |                                     |                                                                      |                  |                     |
| 110 | 6            | "A Grande Pegadinha (BR)" The Ultimate Prank (USA)" "La Farce ultime"                                        | Franz Kirchner                      | 8 de setembro de 2024 11 de setembro de 2024 26 de fevereiro de 2025 | 303B             | ASD                 |
| Quando uma das brincadeiras do Joca dá errado, todos os Smurfs se transformam em pedrinhas. - Este episódio estreou mundialmente na Austrália a 5 de agosto de 2024. |              | |                                     |                                                                      |                  |                     |
| 111 | 7            | "A Planta da Rowena (BR)" Rowena's Plant (USA)" "La Plante de Rowena"                                        | Simon Lecocq                        | 3 de setembro de 2024 11 de setembro de 2024 27 de fevereiro de 2024 | 303B             | ASD                 |
| Desastrado e Tonto querem ajudar Rowena a curar sua planta, mas mal sabem eles que tudo não passa de um golpe para capturar Smurfs. - Este episódio estreou mundialmente na Austrália a 5 de agosto de 2024.                                                                |              | |                                     |                                                                      |                  |                     |
| 112 | 8            | "Que Bonequinho (BR)" What a Doll (USA)" "Une si jolie poupée"                                               | Peter Saisselin & Amy Serafin       | 3 de setembro de 2024 16 de setembro de 2024 27 de fevereiro de 2025 | 304B             | ASD                 |
| Rowena transforma Vaidoso e a Smurf-tormenta em bonecas. - Este episódio estreou mundialmente na Austrália a 5 de agosto de 2024. |              | |                                     |                                                                      |                  |                     |
| 113–114 | 910          | "Os Grandes Jogos dos Smurfs (BR)" The Great Smurf Games (USA)" "Les Grands jeux schtroumpfs"                | Céline Ronté & Antoine Schoumsky    | 3 de setembro de 2024 2 de setembro de 2024 4 de março de 2025       | 306              | ASD                 |
| Desastrado está desesperado para participar dos Grandes Jogos dos Smurfs e ganhar o prêmio, que é uma esfera mágica que concede um desejo ao vencedor. - Este episódio estreou mundialmente na França a 1 de setembro de 2024.                                              |              | |                                     |                                                                      |                  |                     |
| 115 | 11           | "Eu quero um dragão (BR)" I Want a Dragon! (USA)" "Dans le ventre du dragon"                                 | Peter Saisselin & Amy Serafin       | 3 de setembro de 2024 17 de setembro de 2024 3 de março de 2025      | 305A             | ASD                 |
| Cansado de não poder se defender, Fraco decide que ter um dragão resolveria seus problemas. |              | |                                     |                                                                      |                  |                     |
| 116 | 12           | "Colapso Mágico (BR)" Magic Meltdown (USA)" "Une recette explosive"                                          | Sean Carson & Dave Tomlinson        | 3 de setembro de 2024 18 de setembro de 2024 3 de março de 2025      | 305B             | ASD                 |
| O Chef usa um caldeirão do laboratório do Papai Smurf, que acaba ganhando vida. |              | |                                     |                                                                      |                  |                     |
| 117 | 13           | "O Pior Inimigo Dele Mesmo (BR)" His Own Worst Enemy (USA)" "Un Trio d'Enfer"                                | Sean Carson & Dave Tomlinson        | 3 de setembro de 2024 19 de setembro de 2024 5 de março de 2025      | 307A             | ASD                 |
| Gênio acidentalmente dá a Gargamel a ideia de se clonar para aumentar suas chances de capturar os Smurfs. |              | |                                     |                                                                      |                  |                     |
| 118 | 14           | "A Árvore do Conhecimento (BR)" Tree of Knowledge (USA)" "L'Arbre de la connaissance"                        | Lee Walters                         | 3 de setembro de 2024 23 de setembro de 2024 5 de março de 2025      |                  | ASD                 |
| Os Smurfs acham que encontraram a famosa Árvore do Conhecimento mencionada em uma lenda e todos correm para pedir conselhos a ela. Eles não sabem que ela é, na verdade, Smurf Tonto, presa dentro de um tronco oco.                                                        |              | |                                     |                                                                      |                  |                     |
| 119 | 15           | "Em Busca da Estrela (BR)" Reaching for the Stars (USA)" "Une étoile pour le Grand Schtroumpf"               | Peter Saisselin & Amy Serafin       | 3 de setembro de 2024 23 de setembro de 2024 6 de março de 2025      |                  | ASD                 |
| Depois de quebrar o telescópio do Papai Smurf, o Macaco quer consertar seu erro e sai em busca de uma estrela. |              | |                                     |                                                                      |                  |                     |
| 120 | 16           | "A Equipe dos Sonhos (BR)" Dream Team (USA)" "L'Équipe de choc"                                              | Franz Kirchner                      | 3 de setembro de 2024 25 de setembro de 2024 6 de março de 2025      |                  | ASD                 |
| Dwayne encontra a mochila a jato do Habilidoso na floresta e o pega para fazer o seu próprio. Habilidoso deve então montar uma equipe para ir buscá-lo de Gargamel, mas os únicos Smurfs disponíveis não são aqueles em que Habilidoso estava pensando...                   |              | |                                     |                                                                      |                  |                     |
| 121 | 17           | "Monster in the Village (USA)" "La Nuit du monstre"                                                          | Franz Kirchner                      | 10 de novembro de 2024 26 de abril de 2025 15 de julho de 2025       |                  | ASD                 |
| Um monstro espreita na vila e transforma os Smurfs em zumbis rastejantes. Smurflilí e Fazendeiro devem conduzir a investigação juntos, apesar de suas diferenças. - Este episódio estreou mundialmente na França a 27 de outubro de 2024.                                   |              | |                                     |                                                                      |                  |                     |
| 122 | 18           | " O Passeio (BR)" The Tour (USA)" "La grande Excursion"                                                      | Franz Kirchner                      | 10 de novembro de 2024 19 de abril de 2025 14 de julho de 2025       |                  | ASD                 |
| Smurflor leva o Assutado em uma viagem à floresta para vencer seu medo. |              | |                                     |                                                                      |                  |                     |
| 123 | 19           | "Granny's Doll (USA)" "La Poupée de Mémé"                                                                    | Simon Lecocq                        | 17 de novembro de 2024 26 de abril de 2025 ASA                       |                  | ASD                 |
| Gargamel transforma Rowena em Smurfette na tentativa de capturar os Smurfs, mas a mamãe começa a adorá-la porque ela a lembrava de sua boneca de infância. |              | |                                     |                                                                      |                  |                     |
| 124 | 20           | "Smurfando uma Obra de Arte (BR)" Smurfing a Masterpiece (USA)" "Le Chef d'Oeuvre de Bébé Schtroumpf"        | Simon Lecocq                        | 17 de novembro de 2024 19 de abril de 2025 14 de julho de 2025       |                  | ASD                 |
| O Pintor Smurf usa o Bebê Smurf para fazer pinturas abstratas, mas as coisas logo saem do controle. |              | |                                     |                                                                      |                  |                     |
| 125 | 21           | "A Batalha das Babás (BR)" The Battle of the Sitters (USA)" "La Guerre des Nounous"                          | Simon Lecocq                        | 21 de novembro de 2024 3 de maio de 2025 16 de julho de 2025         |                  | ASD                 |
| Smurfette e Ranzinza discutem sobre quem cuida melhor do Bebê Smurf... então começa uma competição entre as duas babás. |              | |                                     |                                                                      |                  |                     |
| 126 | 22           | "O Que o Urso Disse (BR)" What the Bear Said (USA)" "L'ours qui parle aux Schtroumpfs"                       | ASD                                 | 21 de novembro de 2024 10 de maio de 2025 17 de julho de 2025        |                  | ASD                 |
| Habilidoso cria uma máquina para traduzir sons de animais, mas Desastrado e a quebra e não ousa dizer. Ele então se esconde na máquina e fala por ele para que Habilidoso não perceba.                                                                                      |              | |                                     |                                                                      |                  |                     |
| 127 | 23           | "Vamos Smurfar para Marte (BR)" Let's Smurf to Mars (USA)" "En route pour la planète Mars"                   | Jeremy Elsair & Peter Saisselin     | 22 de novembro de 2024 3 de maio de 2025 16 de julho de 2025         |                  | ASD                 |
| Smurflor sonha em ir para Marte. Ela decide ir em segredo com a ajuda de Habilidoso porque o Papai Smurf os proibiu de ir para lá. |              | |                                     |                                                                      |                  |                     |
| 128 | 24           | "Mundos Paralelos (BR)" Parallel Worlds (USA)" "Les Schtroumpfs et le Portail Magique"                       | Simon Lecocq                        | 22 de novembro de 2024 10 de maio de 2025 17 de julho de 2025        |                  | ASD                 |
| Após um erro cometido por Tonto e Desastrado, eles se veem vagando por universos paralelos, tentando retornar ao seu. |              | |                                     |                                                                      |                  |                     |
| 129 | 25           | "O Dente Molenga (BR)" Wobbly Tooth (USA)" "La Dent de Rowena"                                               | Lee Walters                         | 11 de dezembro de 2024 17 de maio de 2025 18 de julho de 2025        |                  | ASD                 |
| Para provar a Tormenta que também podem viver grandes aventuras, Bubble e Firefly decidem roubar um dos dentes da Rowena, que está prestes a cair. |              | |                                     |                                                                      |                  |                     |
| 130 | 26           | "Slithering Smurfs (USA)" "Les Schtroumpf escargots"                                                         | Peter Saisselin & Amy Serafin       | 6 de dezembro de 2024 ASA 21 de julho de 2025                        |                  | ASD                 |
| Joca quer provar que é capaz de cuidar de Bebê Smurf. Enquanto Bubble está lá para ajudá-lo, eles acidentalmente transformam Bebê em um caracol. |              | |                                     |                                                                      |                  |                     |
| 131 | 27           | "A Noite Mais Escura (BR)" The Darkest Night (USA)" "La grande Obscurité"                                    | Mikaël Fenneteaux                   | 12 de dezembro de 2024 17 de maio de 2025 18 de julho de 2025        |                  | ASD                 |
| Para provar a Tormenta que elas também podem ter grandes aventuras, Bubble e Firefly decidem roubar um dos dentes de Rowena, que está prestes a cair. |              | |                                     |                                                                      |                  |                     |
| 132 | 28           | "The Thirteenth Dessert (USA)" "Le treizième Dessert"                                                        | Antonin Poirée                      | 20 de dezembro de 2024 ASA 21 de julho de 2025                       |                  | ASD                 |
| Para respeitar a tradição Smurfy, Chef e Smurflor devem encontrar uma décima terceira sobremesa para a ceia de Natal, que os levará direto para Gargamel. - Este episódio estreou mundialmente na França a 8 de dezembro de 2024.                                           |              | |                                     |                                                                      |                  |                     |
| 133 | 29           | "A Pedra mais Bonita do Mundo (BR)" The Prettiest Pebble in the World (USA)" "Le plus beau caillou du monde" | Catherine Diran & Stéphane Allégret | 19 de janeiro de 2025 9 de julho de 2025 22 de julho de 2025         |                  | ASD                 |
| Sem perceber que se trata de uma armadilha de Gargamel, Smurflilí sente uma súbita paixão pelas pedrinhas que encontra na floresta e inicia uma coleção que rapidamente passa a ser imitada entre os Smurfs.                                                                |              | |                                     |                                                                      |                  |                     |
| 134 | 30           | "O Ladrão de Waffles (BR)" Waffle Thief (USA)" "Le Voleur de Gaufres"                                        | Peter Saisselin & Amy Serafin       | 19 de janeiro de 2025 14 de julho de 2025 23 de julho de 2025        |                  | ASD                 |
| Dwayne adora os waffles da Smurflilí, mas ela se recusa a fazer mais nada para ele. Ele então decide se vingar transformando-a em um waffle. |              | |                                     |                                                                      |                  |                     |
| 135 | 31           | "Uma Comida de Gato Smurfaliciosa (BR)" Smurfalicious Cat Food (USA)" "Une pâtée pour Azraël"                | Peter Saisselin & Amy Serafin       | 26 de janeiro de 2025 10 de julho de 2025 23 de julho de 2025        |                  | ASD                 |
| Para deixar o Cruel dócil, o Chef prepara uma torta irresistível que Gargamel servirá. Infelizmente, mamãe enlouquece e exige que Gargamel faça isso de novo. - Este episódio estreou mundialmente na Suiça a 20 de janeiro de 2025.                                        |              | |                                     |                                                                      |                  |                     |
| 136 | 32           | "Os Bombeiros a Pé (BR)" Fire Brigade on Foot (USA)" "Des pompiers sans camion"                              | Peter Saisselin & Amy Serafin       | 26 de janeiro de 2025 8 de julho de 2025 22 de julho de 2025         |                  | ASD                 |
| Desastrado e Tonto estão discutindo sobre quem deve dirigir o caminhão. Incapazes de concordar, eles estacionam o caminhão na floresta, mas o perdem. - Este episódio estreou mundialmente na Suiça a 20 de janeiro de 2025.                                                |              | |                                     |                                                                      |                  |                     |
| 137 | 33           | "A Percussionista (BR)" Drummer Girl (USA)" "Météorite et le Tambour magique"                                | Peter Saisselin & Amy Serafin       | 1 de fevereiro de 2025 21 de julho de 2025 25 de julho de 2025       |                  | ASD                 |
| O tambor do Meteorito, amaldiçoado por Gargamel, enfeitiça as meninas e as leva até Gargamel. |              | |                                     |                                                                      |                  |                     |
| 138 | 34           | "O Cachorrinho do Gargamel (BR)" Gargamel's Doogy (USA)" "Le Toutou de Gargamel"                             | Yves Coulon                         | 14 de fevereiro de 2025 17 de julho de 2025 25 de julho de 2025      |                  | ASD                 |
| Para provar ao tio que pode ser um bom caçador de Smurfs, Dwayne prepara uma poção que lhe confere as qualidades de um cão de caça, mas também os seus defeitos.... - Este episódio estreou mundialmente na Suiça a 3 de fevereiro de 2025.                                 |              | |                                     |                                                                      |                  |                     |
| 139 | 35           | "O Brinquedo Novo do Dwayne (BR)" Dwayne's New Toy (USA)" "Le nouveau Jouet de Broc"                         | Antonin Poirée                      | 9 de fevereiro de 2025 16 de julho de 2025 24 de julho de 2025       |                  | ASD                 |
| Papai Fraldas se sente negligenciado entre os Smurfs e decide ir em busca de um lugar onde seja mais amado. - Este episódio estreou mundialmente na Suiça a 3 de fevereiro de 2025.                                                                                         |              | |                                     |                                                                      |                  |                     |
| 140 | 35           | "Discosmurf (BR)" Disco Smurf (USA)" "La Folie du Discoschtroumpf"                                           | Catherine Diran & Stéphane Allégret | 12 de fevereiro de 2025 15 de julho de 2025 24 de julho de 2025      |                  | ASD                 |
| Meteorite encontra um cogumelo discoteca na floresta que ela traz para a vila para dançar com os Smurfs. Infelizmente é uma armadilha do Gargamel, e Meteorite terá que salvar seus amigos. - Este episódio estreou mundialmente na Suiça a 3 de fevereiro de 2025.         |              | |                                     |                                                                      |                  |                     |